# Туран, Арда
Арда́ Тура́н (тур. Arda Turan; род. 30 января 1987, Фатих, Стамбул) — турецкий футболист и тренер. Главный тренер донецкого «Шахтёра».
В качестве футболиста играл на позиции полузащитника. Начал карьеру в «Галатасарае», а затем переехал в Испанию, где играл за «Атлетико Мадрид» и «Барселону». Становился победителем Лиги Европы и трижды чемпионом Испании. За сборную Турции провёл 99 официальных матчей.

## Клубная карьера

### «Галатасарай»
Туран — воспитанник турецкого «Галатасарая», в академию которого он поступил в 12 лет. В 18-летнем возрасте Арда был отдан в аренду «Манисаспору», а возвратившись в свой родной клуб, сразу очень результативно заиграл за него. Турецкого футболиста стали называть «новым Георге Хаджи», который являлся легендой Румынии и «Галатасарая». Им заинтересовались многие топ-клубы мира, среди которых были итальянский «Милан» и английский «Ливерпуль». Однако сам Арда продлил контракт с «желто-красными» и уверил болельщиков в том, что не собирается покидать стамбульский клуб, а хочет достичь с ним новых высот и стать его капитаном. В сезоне 2007/08 Туран завоевал свой первый чемпионский титул. «Галатасарай» также не спешил продавать талантливого игрока.

### «Атлетико Мадрид»
10 августа 2011 года Арда перешёл в «Атлетико Мадрид», подписав контракт на 4 года. Сумма трансфера составила €12 млн, а Туран стал самым дорогим турецким футболистом в истории.

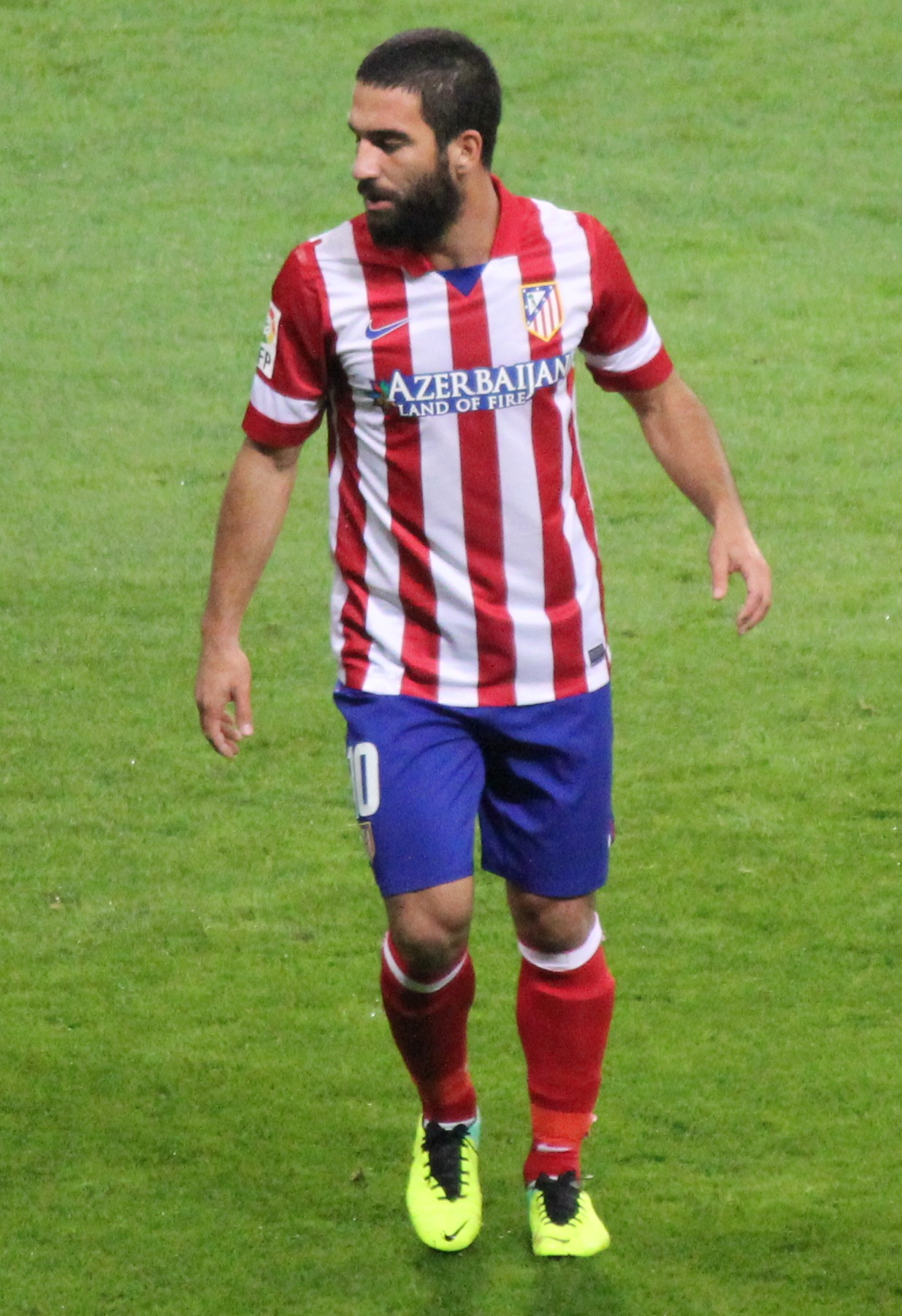
Туран в составе «Атлетико Мадрид»

Футболист выбрал для себя игровой номер 11. Дебютировал за новый клуб 28 августа 2011 года в матче против «Осасуны», выйдя на замену во втором тайме. В Лиге Европы дебютировал в стартовом составе 15 сентября 2011 года в матче против «Селтика» и отметился голевым пасом. 30 ноября 2011 года Туран забил свой первый гол за «Атлетико» в игре Лиги Европы против того же «Селтика», мощным залпом поразив ворота соперника. 11 декабря 2011 года Арда забил свой первый гол в рамках чемпионата Испании.
«Атлетико», в составе которого играл и Арда Туран, стал победителем Лиги Европы УЕФА в 2012 году. В начале сезона 2012/13 Арда выступал под номером 10. В августе 2012 года стал обладателем Суперкубка УЕФА, матч закончился со счётом 4:1, а Туран сделал голевую передачу на Фалькао. 19 сентября 2013 года он продлил контракт с «Атлетико» до 30 июня 2017 года. 30 апреля 2014 года в полуфинале забил победный гол в ворота «Челси» и вывел «Атлетико» в финал Лиги чемпионов УЕФА 2014, впервые с 1974 года. В заключительном туре Примеры Туран получил травму и смог сыграть только часть «золотого» для «Атлетико» матча на «Камп Ноу» против «Барселоны». Игра завершилась вничью — 1:1, что позволило «матрасникам» впервые за 18 лет стать чемпионами Испании. Этот титул Примеры стал для Турана первым. В чемпионате Испании Арда сыграл 30 матчей, в которых забил 3 гола и сделал 4 голевые передачи.

### «Барселона»
6 июля 2015 года перешёл в «Барселону». Сумма трансфера составила 34 млн евро. Из-за ограничений, наложенных на клуб ФИФА, Туран был зарегистрирован лишь в зимнее трансферное окно 2016 года. 3 марта 2016 года в матче против «Райо Вальекано» Туран забил свой первый гол за «Барселону».
6 декабря 2016 года Арда оформил хет-трик в ворота «Боруссии Мёнхенгладбах» в рамках 6-го тура Лиги чемпионов, в итоге «Барселона» победила со счётом 4:0.
22 декабря 2016 года Арда Туран оформил хет-трик в ворота «Эркулес Аликанте», в итоге «Барселона» победила со счётом 7:0. Хет-трик Турана принёс «Барселоне» разгромную победу над «Эркулесом», и «Барселона» прошла дальше в 1/8 финала Кубка Короля.

### «Истанбул Башакшехир»
10 января 2018 года тренер «Истанбула Башакшехира» Абдулла Авджи объявил о договорённости по переходу Турана. 13 января «Барселона» объявила о переходе полузащитника. Турецкий хавбек подписал контракт с новым клубом об аренде на 2,5 года. «Каталонцы» будут получать деньги от турецкой стороны в зависимости от успешности выступлений Турана, а полноценный трансфер может быть оформлен в любое из окон до лета 2020 года. «Барселона» сохраняет за собой право продажи игрока в другой клуб до 2020 года, пока у Турана не закончится контракт с каталонским клубом.

### «Галатасарай»
После окончания контракта с «Барселоной» Туран вернулся в «Галатасарай». В 2022 году Арда завершил карьеру.

## Карьера в сборной

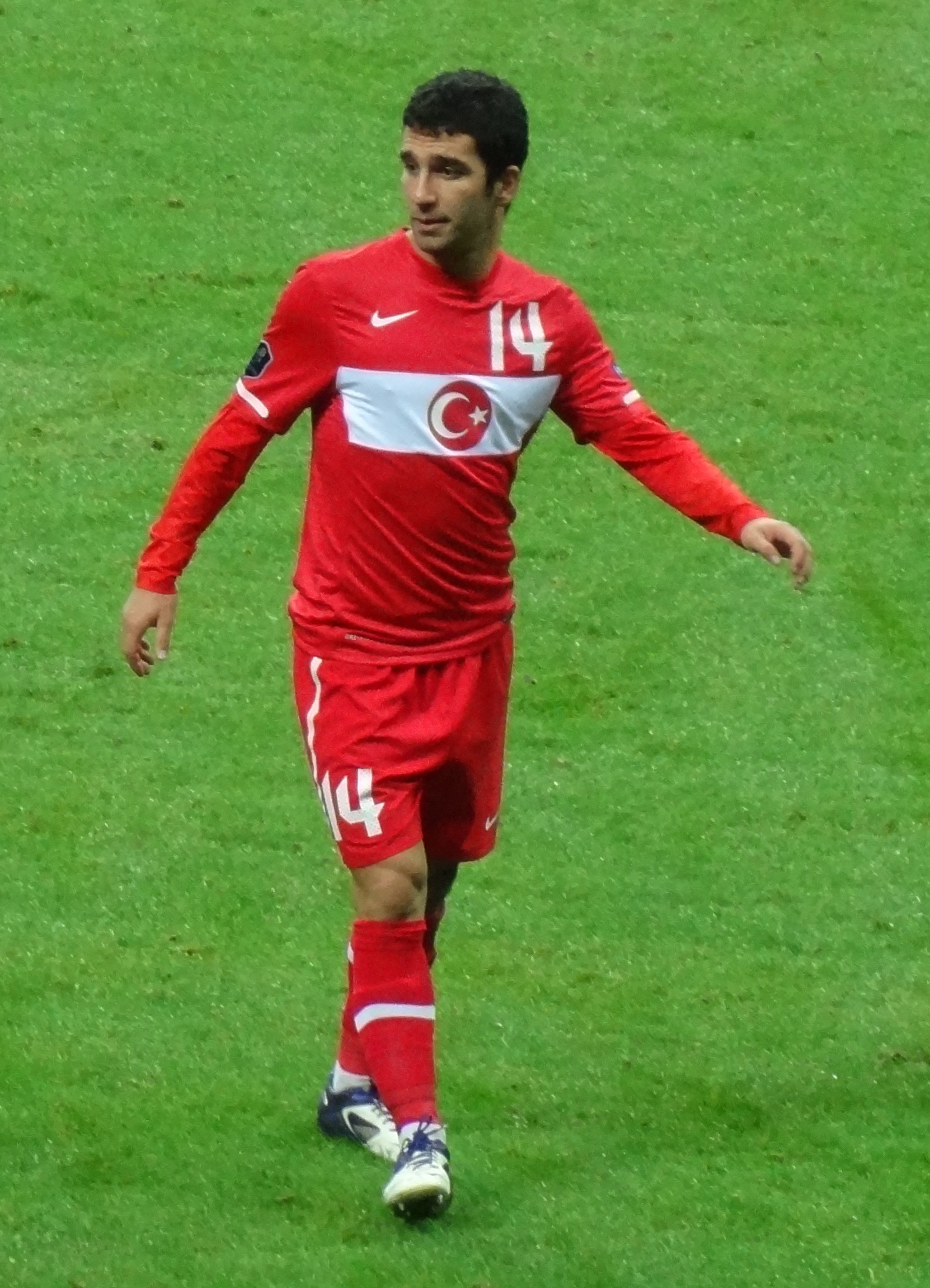
Арда Туран в сборной Турции

Арда Туран играл за различные молодёжные сборные Турции, а за главную команду стал выступать в 2006 году. Был включен в заявку на чемпионат Европы 2008 года, где забил 2 мяча (в том числе победный гол в ворота Швейцарии). Также первым забил в ворота чехов, а в серии пенальти с Хорватией первым забил в ворота соперников. Полуфинал он пропустил из-за дисквалификации, и его команда уступила 2:3, тем самым став бронзовым призёром турнира.
Арда забил 2 гола за сборную в рамках отборочного турнира чемпионата мира по футболу 2010, но команда Турции не смогла преодолеть групповой этап и осталась за бортом ЧМ-2010. Сборная Турции получила награду FIFA Fair Play Award за матчи между сборными Армении и Турции состоявшимися в сентябре 2008 года. Туран забил 600 гол сборной Турции в матче отборочного турнира чемпионата мира по футболу 2010 в матче против Эстонии.
Туран забил четыре гола за сборную Турции во время отборочного турнира на чемпионат Европы по футболу 2012 — два Казахстану, один Бельгии и один Австрии. Турция, однако, не смогла пробиться в финальную стадию Евро 2012 после того, как уступила сборной Хорватии в плей-офф.

## Карьера тренера
В апреле 2023 года Туран начал тренерскую карьеру, возглавив турецкий «Эюпспор». В сезоне 2023/24 он впервые в истории вывел команду в элитный дивизион. Во втором по силе турецком чемпионате из 34 матчей его команда 15 раз сохраняла ворота в неприкосновенности, ещё в 8 поединках пропустила всего один мяч, но при этом одержала победу. Поражений было семь, три из которых с минимальным счётом 0:1.
В Суперлиге он также делал ставку на надёжную игру в обороне и минимизацию пропущенных голов. К началу весны «Эюпспор» находился в зоне еврокубков. Однако серия из пяти поражений подряд в апреле-мае с общим счётом 2:14 отбросила команду на шестое место, не дающее право играть в международных соревнованиях. До путёвки в Лигу конференций им не хватило всего одного очка.
27 мая 2025 года подписал двухлетний контракт с донецким «Шахтёром».

## Личная жизнь
В 2018 году женился на девушке по имени Аслыхан Доган. Свидетелем на их свадьбе выступил президент Турции Реджеп Тайип Эрдоган.
В 2023 году Арда Туран сообщил, что стал жертвой финансового мошенничества: он передал управляющему филиалом Denizbank — Сечилу Эрзану — в общей сложности 13,9 миллиона долларов США частями. Впоследствии ему удалось вернуть лишь 6,4 миллиона долларов.

## Достижения

### В качестве игрока
«Галатасарай»
- Чемпион Турции: 2007/08
- Обладатель Кубка Турции: 2004/05
- Обладатель Суперкубка Турции: 2008

Итого: 3 трофея
«Атлетико Мадрид»
- Чемпион Испании: 2013/14
- Обладатель Кубка Испании: 2012/13
- Обладатель Суперкубка Испании: 2014
- Победитель Лиги Европы УЕФА: 2011/12
- Обладатель Суперкубка УЕФА: 2012

Итого: 5 трофеев
«Барселона»
- Чемпион Испании (2): 2015/16, 2017/18
- Обладатель Кубка Испании (3): 2015/16, 2016/17, 2017/18
- Обладатель Суперкубка Испании: 2016

Итого: 6 трофеев
Сборная Турции
- Серебряный призёр Средиземноморских игр: 2005
- Бронзовый призёр Чемпионата Европы: 2008

### В качестве тренера
«Эюпспор»
- Победитель Первой лиги Турции: 2023/24

### Личные
- Футболист года в Турции (4): 2008, 2009, 2014, 2015
- Лучший игрок чемпионата Турции: 2008, 2009[24][25]
- Лучший ассистент чемпионата Турции: 2009,[26] 2010[26]
- IFFHS самый популярный футболист Европы: 2009[27].

## Статистика выступлений

### Клубная статистика
По состоянию на 19 декабря 2019 года.
| Выступление         | Выступление      | Выступление      | Лига | Лига | Кубки | Кубки | Еврокубки | Еврокубки | Остальные | Остальные | Итого | Итого |
| Клуб                | Лига             | Сезон            | Игры | Голы | Игры  | Голы  | Игры      | Голы      | Игры      | Голы      | Игры  | Голы  |
| ------------------- | ---------------- | ---------------- | ---- | ---- | ----- | ----- | --------- | --------- | --------- | --------- | ----- | ----- |
| Галатасарай         | Супер лига       | 2004/05          | 1    | 0    | 1     | 0     | 0         | 0         | 0         | 0         | 2     | 0     |
| Галатасарай         | Супер лига       | 2006/07          | 29   | 5    | 3     | 1     | 7         | 2         | 0         | 0         | 39    | 8     |
| Галатасарай         | Супер лига       | 2007/08          | 30   | 7    | 7     | 0     | 7         | 1         | 0         | 0         | 44    | 8     |
| Галатасарай         | Супер лига       | 2008/09          | 29   | 8    | 6     | 2     | 11        | 2         | 0         | 0         | 46    | 12    |
| Галатасарай         | Супер лига       | 2009/10          | 29   | 7    | 6     | 4     | 12        | 0         | 0         | 0         | 47    | 11    |
| Галатасарай         | Супер лига       | 2010/11          | 12   | 2    | 3     | 1     | 4         | 3         | 0         | 0         | 19    | 6     |
| Галатасарай         | Итого            | Итого            | 130  | 29   | 26    | 8     | 41        | 8         | 0         | 0         | 197   | 45    |
| → Манисаспор        | Супер лига       | 2005/06          | 15   | 2    | 0     | 0     | 0         | 0         | 0         | 0         | 15    | 2     |
| → Манисаспор        | Итого            | Итого            | 15   | 2    | 0     | 0     | 0         | 0         | 0         | 0         | 15    | 2     |
| Атлетико Мадрид     | Примера          | 2011/12          | 33   | 3    | 0     | 0     | 12        | 2         | 0         | 0         | 45    | 5     |
| Атлетико Мадрид     | Примера          | 2012/13          | 32   | 5    | 7     | 0     | 2         | 0         | 0         | 0         | 41    | 5     |
| Атлетико Мадрид     | Примера          | 2013/14          | 30   | 3    | 5     | 2     | 9         | 4         | 2         | 0         | 46    | 9     |
| Атлетико Мадрид     | Примера          | 2014/15          | 32   | 2    | 4     | 0     | 10        | 1         | 0         | 0         | 46    | 3     |
| Атлетико Мадрид     | Итого            | Итого            | 127  | 13   | 16    | 2     | 33        | 7         | 2         | 0         | 178   | 22    |
| Барселона           | Примера          | 2015/16          | 18   | 2    | 4     | 0     | 3         | 0         | 0         | 0         | 25    | 2     |
| Барселона           | Примера          | 2016/17          | 18   | 3    | 5     | 4     | 5         | 4         | 2         | 2         | 30    | 13    |
| Барселона           | Примера          | 2017/18          | 0    | 0    | 0     | 0     | 0         | 0         | 0         | 0         | 0     | 0     |
| Барселона           | Итого            | Итого            | 36   | 5    | 9     | 4     | 8         | 4         | 2         | 2         | 55    | 15    |
| Истанбул Башакшехир | Супер лига       | 2017/18          | 11   | 2    | 0     | 0     | 0         | 0         | 0         | 0         | 11    | 2     |
| Истанбул Башакшехир | Супер лига       | 2018/19          | 17   | 0    | 2     | 0     | 0         | 0         | 0         | 0         | 19    | 0     |
| Истанбул Башакшехир | Супер лига       | 2019/20          | 9    | 0    | 0     | 0     | 3         | 0         | 0         | 0         | 12    | 0     |
| Истанбул Башакшехир | Итого            | Итого            | 37   | 2    | 2     | 0     | 3         | 0         | 0         | 0         | 42    | 2     |
| Всего за карьеру    | Всего за карьеру | Всего за карьеру | 345  | 51   | 53    | 14    | 85        | 19        | 4         | 2         | 487   | 86    |

### Голы за сборную
| #  | Дата            | Место             | Оппонент             | Счёт | Результат | Соревнование             |
| -- | --------------- | ----------------- | -------------------- | ---- | --------- | ------------------------ |
| 1. | 25 мая 2008     | Бохум, Германия   | Италия               | 0:1  | 3:2       | Товарищеский матч        |
| 2. | 11 июня 2008    | Базель, Швейцария | Швейцария            | 1:2  | 1:2       | Чемпионат Европы 2008    |
| 3. | 15 июня 2008    | Женева, Швейцария | Чехия                | 2:1  | 2:3       | Чемпионат Европы 2008    |
| 4. | 11 октября 2008 | Стамбул, Турция   | Босния и Герцеговина | 1:1  | 2:1       | Отборочные матчи ЧМ-2010 |
| 5. | 5 сентября 2009 | Кайсери, Турция   | Эстония              | 3:2  | 4:2       | Отборочные матчи ЧМ-2010 |